# North Park (Góry Skaliste)

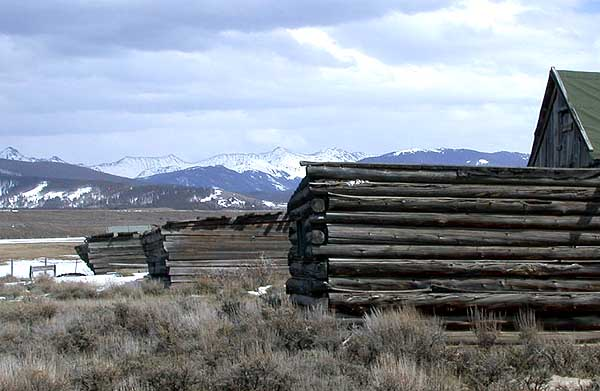
Południowy kraniec kotliny North Park

North Park – obszerna, względnie płaska, wysoko położona (średnia wysokość 2680 m n.p.m.) kotlina w Górach Skalistych w północno-środkowym Kolorado w USA. Położoną w hrabstwie Jackson kotlinę otaczają łańcuchy górskie, z których wypływa rzeka Platte Północna i kilka mniejszych, jak Michigan River, Illinois River i Canadian River. Kotlina zawdzięcza swą nazwę położeniu, jako że jest najdalej na północ wysuniętą z trzech górskich kotlin (zwanych parkami) w Kolorado po zachodniej stronie łańcucha Front Range. Pozostałe dwie kotliny to kolejno Middle Park i South Park.
Kotlina otwiera się na północ, w kierunku Wyoming, doliną Platte Północnej. Od wschodu ogranicza ją pasmo Medicine Bow Mountains, a od południa i zachodu główna grań Kordylierów stanowiących kontynentalny dział wodny. Działalność gospodarcza ogranicza się do hodowli bydła i wyrębu lasów, przy czym to ostatnie zostało w ostatnich latach znacząco ograniczone. Największą miejscowością jest Walden, siedziba władz hrabstwa Jackson, leżąca pośrodku kotliny u zbiegu rzek Michigan i Illinois. Mniejsze miejscowości to nie posiadające praw miejskich osady Gould i Rand.
Kotlinę przecina ze wschodu na zachód droga stanowa nr. 14, wpadająca przez przełęcz Cameron z kanionu Poudre, u wylotu którego leży miasto Fort Collins i opuszczająca kotlinę przez przełęcz Muddy w kierunku miejscowości Steamboat Springs, kotliny Middle Park i doliny rzeki Kolorado. Z północy na południe przecina ją droga stanowa nr. 125, która biegnie wzdłuż Platte Północnej. Droga opuszcza kotlinę przez przełęcz Willow Creek, dając dostęp do górnej partii Middle Park w pobliżu miejscowości Granby.  W dolinie Illinois River mieści się Arapaho National Wildlife Refuge.